# Woodiphora limbata
Woodiphora limbata är en tvåvingeart som först beskrevs av Charles Thomas Brues 1905.  Woodiphora limbata ingår i släktet Woodiphora och familjen puckelflugor. Inga underarter finns listade i Catalogue of Life.